# Wu Wei
|  | Aquest article tracta sobre l'artista. Vegeu-ne altres significats a «Wu wei». |

Wu Wei (xinès simplificat: 吴伟; xinès tradicional: 吳偉; pinyin: Wú Wěi) fou un pintor paisatgista durant la dinastia Ming que va néixer cap a l'any 1459 a Wuchang, avui districte de Jiangxia de l'actual Wuhan, província de Hubei i va morir el 1508 (sembla que a conseqüència dels seus problemes amb l'alcohol).
Aquest pintor, a part de paisatges, va pintar figures humanes amb un traç fort, fluent i amb un toc ben personal. El seu estil va influir en tot un seguit de joves pintors. Va ser un pintor que va desenvolupar la seva activitat artística tant en la cort com fora de palau.
Va ser el líder d'una de les dues escoles de pintura que es van desenvolupar fora de la cort durant la dinastia Ming: l'escola de Zhe, fundada per Dai Jin, i l'escola Jiangxia dirigida per Wu Wei. Aquests dos pintors ja eren artistes professionals i els seus estils derivaven de les mateixes fonts en les quals s'inspiraven els pintors de palau. (La font prové de l'article de la Wikipedia en francès: "Académie impériale de peinture chinoise".)